# Вікторія (Стеучень, Ботошань)
Вікторія (рум. Victoria) — село у повіті Ботошані в Румунії. Входить до складу комуни Стеучень.
Село розташоване на відстані 369 км на північ від Бухареста, 10 км на схід від Ботошань, 86 км на північний захід від Ясс.

## Населення
За даними перепису населення 2002 року у селі проживала 481 особа, усі — румуни. Усі жителі села рідною мовою назвали румунську.